# Skrjabinodon
Skrjabinodon är ett släkte av rundmaskar. Skrjabinodon ingår i familjen Pharyngodonidae.
Skrjabinodon är enda släktet i familjen Pharyngodonidae.
Kladogram enligt Catalogue of Life:
| Skrjabinodon | \| \| Skrjabinodon poicilandri \| \| \| \| \| \| Skrjabinodon trimorphi \| \| \| \| |
|              | \| \| Skrjabinodon poicilandri \| \| \| \| \| \| Skrjabinodon trimorphi \| \| \| \| |
|              | Skrjabinodon poicilandri                                                            |
|              |                                                                                     |
|              | Skrjabinodon trimorphi                                                              |
|              |                                                                                     |